# Кубічні будинки
51°55′13″ пн. ш. 4°29′26″ сх. д. / 51.92028° пн. ш. 4.49056° сх. д.

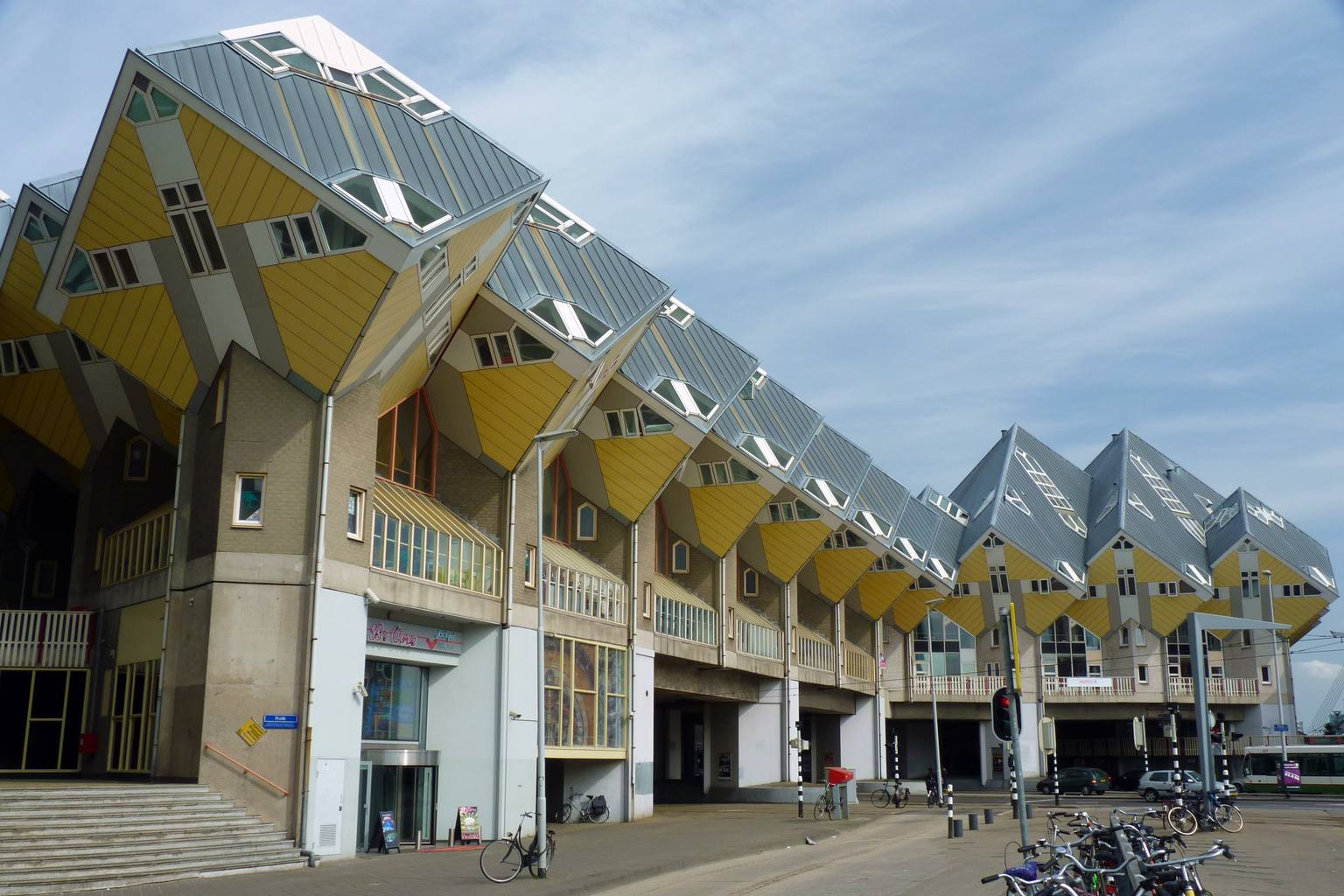
Кубічні будинки в Роттердамі

Кубічні будинки або Будинки-Куби (нід. Kubuswoning) — ряд будинків, побудованих у нідерландських містах Роттердамі та Гелмонді за новаторським проектом архітектора Піта Блома в 1984 році. 
У Роттердамі будинки стоять на вулиці Оверблаак, неподалік від однойменної станції метро. Радикальним рішенням Блома було те, що він повернув паралелепіпед будинку на 45 градусів і поставив його кутом на шестигранний пілон. 
Кубічні будинки складаються з 3 поверхів:
- цокольний поверх — вхід;
- на першому поверсі — вітальня з кухнею;
- на другому поверсі — 2 спальні з ванною кімнатою;
- на поверненому поверсі — подеколи розбивають невеликий сад.

Стіни і вікна по відношенню до підлоги нахилені під кутом у 54,7 градусів. Загальна площа квартири становить близько 100 м², проте близько чверті простору є непридатним для використання через стіни, які нахилені під кутом.
Загалом у Роттердамі є 38 таких будинків і ще 2 супер-куби, причому всі будинки зчленовуються один з одним. З висоти пташиного польоту комплекс має хитромудрий вигляд, що нагадує так званий «неможливий трикутник».
Роттердамські кубічні будинки є дуже популярними серед туристів. Деякі мешканці пропонують екскурсії по своїх неординарних оселях.